# بيلي ويست (ممثل)
بيلي ويست (بالإنجليزية: Billy West)‏ هو مخرج وممثل أمريكي، ولد في 22 سبتمبر 1892 في روسيا، وتوفي في 21 يوليو 1975 بهوليوود في الولايات المتحدة بسبب نوبة قلبية.

## أعمال

### أفلام
- (1934) حدث ذات ليلة

## وصلات خارجية
- بيلي ويست على موقع IMDb (الإنجليزية)
- بيلي ويست على موقع أول موفي (الإنجليزية)
- بيلي ويست على موقع قاعدة بيانات الأفلام السويدية (السويدية)
- بيلي ويست على موقع قاعدة بيانات الفيلم (الإنجليزية)
- بيلي ويست على موقع كينوبويسك (الروسية)